# 고독사 (소설)
《고독사》(일본어: アントキノイノチ 안토키노이노치[*])는 사다 마사시의 일본 소설이다. 이를 원작으로 2011년 실사 영화화되었다.

## 개요
2009년 5월 19일, 겐토샤에서 출판됐다. 주인공이 일하는 유품 정리 회사는 〈키퍼즈〉가 모델이다.

## 줄거리
나가시마 교헤이는 고등학교 3학년때 친구인 야마키가 학교에서 인기있는 마쓰이에게 인터넷으로 따돌림 당한 끝에 자살했다는 과거가 있다. 교헤이는 그 트라우마로 교등학교 중퇴 후에도 우울증에 시달리지만, 유품 정리 일을 소개받고, 인턴으로 일하면서 〈생명〉과 마주한 현장을 체험해간다. 그러던 중 교헤이는 유키라는 동갑내기 여자아이를 알게되는데, 유키도 다른 사람에게 말할 수 없는 처참한 과거를 가지고 있다.

## 텔레비전 드라마
영화 개봉에 앞서, 2011년 11월 5일 TBS에서 《드라마 스페셜 - 프롤로그 ~ 천국에 이사 가게》이란 제목의 스페셜 드라마로 방송되었다. 주요 배경은 영화의 2년전이 무대이다. 주연은 하라다 다이조.

### 등장 인물
- 사소 - 하라다 다이조
- 오자와 히토미 - 사토 에리코
- 구보타 유키 - 에이쿠라 나나
- 후루타 - 쓰루미 신고
- 내레이션: 오카다 마사키

## 영화
《고독사》(アントキノイノチ)는 일본의 영화이다. 2011년 8월 18일 캐나다 제35회 몬트리올 국제영화제에 출품되어, 선개봉되었고 이후 2011년 11월 19일에 일본에서 개봉되었다. 주연은 오카다 마사키와 에이쿠라 나나이며, 캐치 카피는 "그래도 남겨진 것은 미래."

### 등장 인물
- 나가시마 교헤이 - 오카다 마사키
- 구보타 유키 - 에이쿠라 나나
- 마쓰이 신타로 - 마츠자카 토리
- 사소 - 하라다 다이조
- 이노우에 마사시 - 에모토 아키라
- 오카시마 아카네 - 단 레이 ※우정출연
- 소메타니 쇼타
- 츠루미 신고

### 주제가
- GReeeeN - 〈연애 편지 ~ 러브 레터 ~〉

## 스탭
- 원작 - 사다 마사시
- 감독 - 제제 다카히사
- 각본 - 다나카 사치코, 제제 다카히사
- 음악 - 무라마츠 타카츠구
- 촬영 - 나베시마 아츠히로
- 조명 - 미에노 세이치로
- 녹음 - 시라토리 미츠구
- 미술 - 이소미 토시히로
- 편집 - 키쿠치 준이치
- 조감독 - 요시무라 타츠야
- 프로덕션 - 트윈스 재팬
- 배급 - 쇼치쿠
- 제작 - 영화 "고독사" 제작위원회 (TBS TV, 쇼치쿠, 덴츠, 주부닛폰 방송, 트윈스 재팬, 포니캐년, 마이니치 방송, WOWOW, 아사히 신문사, 겐토샤, TBS 라디오 & 커뮤니케이션즈, RKB 마이니치 방송, TSUTAYA, 일본 출판 판매, Yahoo! JAPAN, 홋카이도 방송)